# КК Сарагоса 2002
КК Сарагоса 2002 (шп. Basket Zaragoza 2002) је шпански кошаркашки клуб из Сарагосе. Из спонзорских разлога тренутно носи назив Казадемонт Сарагоса (Casademont Zaragoza). У сезони 2019/20. такмичи се у АЦБ лиги и у ФИБА Лиги шампиона.

## Историја
Клуб је основан 2002. године са циљем да град Сарагоса поврати представника у највишем кошаркашком рангу, будући да је КК Сарагоса изгубио место у њему још 1996. године. То је и остварено 2008. године када је освојено прво место у другој лиги, али се у елитном рангу клуб задржао само једну сезону. Ипак, сезоне 2009/10. поново осваја другу лигу и од тада је редован учесник АЦБ лиге. Најбољи резултати у АЦБ лиги била су полуфинала плеј-офа (сез. 2012/13. и 2018/19.). У Купу Шпаније највиши домет било је четвртфинале, док је у Суперкупу стигао и до финала 2009. године. Победник националног купа другог степена био је 2004. године.
У европским такмичењима клуб је дебитовао у сезони 2013/14. наступом у Еврокупу.

## Успеси

### Национални
- Суперкуп Шпаније:
  - Финалиста (1): 2009.

## Учинак у претходним сезонама
| Сез.     | Првенство Шпаније | Куп Шпаније  | Европско такмичење      | Европско такмичење |
| -------- | ----------------- | ------------ | ----------------------- | ------------------ |
| 2010/11. | 10. место         | —            | —                       |                    |
| 2011/12. | 10. место         | —            | —                       |                    |
| 2012/13. | Полуфинале        | Четвртфинале | —                       |                    |
| 2013/14. | Четвртфинале      | Полуфинале   | Еврокуп — Топ 32        |                    |
| 2014/15. | 9. место          | Четвртфинале | Еврокуп — Топ 32        |                    |
| 2015/16. | 12. место         | —            | Еврокуп — Осмина финала |                    |
| 2016/17. | 15. место         | —            | —                       |                    |
| 2017/18. | 16. место         | —            | —                       |                    |
| 2018/19. | Полуфинале ПО     | —            | —                       |                    |
| 2019/20. | —                 | Четвртфинале | ФИБА Лига шампиона      |                    |

## Познатији играчи
- Владимир Голубовић
- Андрија Жижић
- Стеван Јеловац
- Рашко Катић
- Дамјан Рудеж
- Бранко Цветковић
- Лајонел Чалмерс
- Стефан Јовић

## Познатији тренери
- Ранко Жеравица